# 盧迪·約克
普萊斯頓·魯道夫·約克（英語：Preston Rudolph York，1913年8月17日—1970年2月5日），為美國職棒大聯盟的捕手和一壘手。生涯前中段都待在老虎隊，後期則待過紅襪、白襪和運動家。
約克生涯一共入選7次明星賽。1937年，他曾在單月敲出18支全壘打，打破了貝比·魯斯的紀錄。1943年，他以34轟與118分打點拿下全壘打王和打點王。1945年，他在老虎的最後一年拿下了世界大賽冠軍。
生涯後期，約克遊走在紅襪、白襪和運動家隊。1951年至1964年，他在大聯盟球隊擔任總教練、教練和球探等工作。1959年7月，他曾擔任紅襪隊一場比賽的臨時總教練。後來他被引薦至密西根、喬治亞和阿拉巴馬州的運動名人堂。

## 職業生涯

### 底特律老虎
1934年，21歲的約克登上大聯盟。這年他僅出賽3場比賽，合計6個打數敲出一支安打。
1937年，約克在小聯盟待了兩年後終於重返大聯盟。這年他出賽104場比賽，打擊率為3成07，並敲出35轟與101分打點。這年他每10.7個打數就能敲出一支全壘打為美聯最佳的數據。其中他在8月份更是以單月擊出18轟與35分打點分別打破了由貝比·魯斯和盧·賈里格創下的單月全壘打和打點紀錄。不過約克在防守方面較為略遜一籌，這年他的捕逸次數高達12次為聯盟最高。
1938年，約克以捕手身分出賽116場比賽。這年他的打擊率為2成98，並入選了生涯首次的明星賽。該年他敲出33轟與128分打點。然而他單季的捕逸數還是來到了10次，依舊是美聯最高。
1939年，約克開始和隊友Birdie Tebbetts分擔捕手工作，這也使得他的先發場次下降不少。儘管該年他的打數只有376個，不過他還是繳出3成07的打擊率，並擊出20轟與68分打點。
經過了幾年的培養，老虎隊慢慢發現約克不適合捕手這個位置。因此球隊決定讓一壘手漢克·格林伯格移防左外野，約克成為一壘手。這個決定也讓這兩位選手在1940年都出賽達154場比賽，他們兩位的打點和壘打數都排在聯盟前兩名，全壘打數更是排在聯盟的一三名。最後老虎拿下美聯冠軍，闖進了世界大賽。不過到了世界大賽，約克的打擊率下滑至2成31，整個系列賽只敲出1轟與2分打點。最後老虎3勝4敗輸給紅人。
1941年，格林伯格跑去當兵，約克成為球隊唯一仰賴的打擊支柱。這年他一樣入選明星賽，雖然打擊率下滑到2成59，不過他還是敲出了27轟與111分打點。
1942年3月，球隊將約克的薪水降低。球隊給了他一張9000美元的合約，不過如果約克可以在該季打回100分打點則有5000美元的額外加給。這年他的打擊率為2成60，而他敲出21轟與90分打點，差一點拿到額外的5000美元。1942年的明星賽，約克敲出了2分砲，幫助美聯以3比1擊敗國聯。
1943年上半季，約克的表現非常糟糕，甚至他在主場上場打擊時都會被自家球迷給予噓聲伺候。不過到了下半季，約克的表現判若兩人。他在8月份敲出17轟，總計他的打擊率為2成71，並敲出34轟與118分打點。這年他在MVP票選上還拿下第三名。
1944年，約克第五次入選明星賽。這年他的打擊率為2成76，並敲出18轟與98分打點。不過他這年也有美聯最高的17次守備失誤。
1945年，約克出賽155場比賽。這年他敲出18轟與87分打點，球隊也闖進世界大賽。約克在世界大賽敲出5支安打與3分打點，最後球隊4勝3敗拿下世界大賽冠軍。
1946年1月3日，由於球隊打算讓格林伯格回到一壘守備，因此他們決定將約克交易至紅襪，換來Eddie Lake。

### 波士頓紅襪
1946年，約克在紅襪隊出賽154場比賽。他單場完成1326次接殺和116次助殺都是聯盟第一。7月27日，他達成了單場擊出2支滿貫全壘打，並獲得了10分打點。這年他還帶隊闖進了世界大賽，其中他在第一場比賽的延長賽中敲出致勝全壘打，並在第三場比賽敲出致勝3分砲。
1947年，他在紅襪隊出賽了48場比賽。4月26日，約克因為在飯店酒醉，加上手中的雪茄沒有熄滅，結果造成飯店失火，所幸他急忙逃了出來。不過這年他的打擊率僅2成12，只敲出6轟與27分打點。最後他在6月14日被交易至白襪，換來Jake Jones。

### 白襪與運動家
1947年季中，約克被交易至白襪隊。他在白襪出賽102場比賽，打擊率為2成43，並敲出15轟與64分打點。1947年8月23日，約克因為沒有在他的飯店房間將他的雪茄熄滅，因此造成他的房間失火。1948年1月，白襪隊將他釋出。
同年2月12日，他與運動家隊簽約。不過他僅出賽31場比賽，打擊率只有1成57。

### 生涯打擊數據
| 出賽場次 | 打席 | 打數 | 得分 | 安打 | 二安 | 三安 | 全壘打 | 打點 | 盜壘 | 保送 | 三振 | 打擊率 | 上壘率 | 長打率 | 觸身球 | 守備率 |
| -------- | ---- | ---- | ---- | ---- | ---- | ---- | ------ | ---- | ---- | ---- | ---- | ------ | ------ | ------ | ------ | ------ |
| 1603     | 6723 | 5891 | 876  | 1621 | 291  | 52   | 277    | 1149 | 38   | 792  | 867  | .275   | .362   | .483   | 12     | .990   |

## 執教生涯
1951年，約克在小聯盟球隊擔任球員兼總教練。雖然他繳出34轟與107分打點，不過球隊卻只有拿下19勝64敗。1953年，他離開棒球界到喬治亞州的林業委員會工作。1956年，他擔任洋基隊的球探。隔年跑到印地安人的小聯盟球隊執教一年。
1958年1月，約克成為紅襪隊2A的教練團之一。1959年，他成為球隊的打擊教練。同年7月3日，因為總教練Pinky Higgins被球隊解雇，所以約克短暫執教了一場比賽。那場比賽紅襪以1比6輸球，隔天球隊讓Billy Jurges擔任球隊新任總教練。
1963年，約翰尼·佩斯基成為紅襪隊總教練，而約克也隨後被解雇。不過紅襪隊的老闆還是讓約克繼續在球隊體系中工作。

## 個人生活和晚年
約克在1931年結婚，並育有3個小孩。在正式離開棒球界後，約克成為了一名房屋油漆師。1969年11月，他因為肺癌住院治療。1970年2月，56歲的約克去世，他也被葬在卡特斯維爾。
1972年，卡特斯維爾當地的Atco球場也被命名為盧迪·約克球場。喬治亞州的副州長Lester Maddox還在該球場放置了一塊約克的匾額以茲紀念。
同年，約克入選了密西根州運動名人堂。1977年和1979年，他也分別入選喬治亞州和阿拉巴馬州的運動名人堂。

## 外部連結
- 球員資訊和成績在MLB，ESPN，Baseball-Reference，Fangraphs（英文）